# 服役星章
服役星章（英語：Service Star）是美國軍隊通用的勳章裝飾，用作標示獎章的頒授次數，也稱為戰役星章（英語：Campaign Star）或戰鬥星章（英語：Battle Star）。目前服役星章主要用於裝飾三類獎章，包括遠征獎章（Expeditionary Medals）、服役獎章（Service Medals）和戰役獎章（Campaign Medals）。

## 簡介
服役星章的直徑為1分半（3/16英吋，約4.7毫米），分為銅質和銀質兩種，扣在特定獎章的勳帶（Ribbon）。銅質星章代表數量1，而銀質星章代表數量5。
服役星章的實際使用方法，完全視乎獎章的種類以及軍方指引。第一種用法是標記額外頒授：士兵或部隊第一次獲頒獎章，並不會佩戴任何服役星章；第二次獲頒獎章，佩戴一枚銅質星章；第六次獲頒獎章，佩戴一枚銀質星章，如此類推。這種用法常見於遠征獎章和服役獎章，如武裝部隊遠征獎章和國防部服役獎章。第二種用法是標記一次軍事行動：士兵或部隊參與某戰爭的一次軍事行動，獲頒獎章和佩戴一枚銅質星章；五次軍事行動，佩戴一枚銀質星章，如此類推。這種用法常見於戰役獎章，如越南服役獎章和伊拉克參戰獎章。
由於名稱相近，服役星章很容易與銅星勳章、銀星勳章、以及2分半星章混淆。銅星勳章和銀星勳章都屬於個人勳章，直徑為1.5英吋（約38毫米），而2分半星章（直徑3/16英吋，約7.9毫米）則用作標示個人勳章的頒授次數，並分為金質和銀質兩種。